# Unidos da Vila Kennedy
Grêmio Recreativo Escola de Samba Unidos da Vila Kennedy (ou simplesmente Unidos da Vila Kennedy) é uma escola de samba brasileira da cidade do Rio de Janeiro, sediada no bairro de Vila Kennedy, na Zona Oeste da cidade. Foi fundada em 6 de novembro de 1968. Sua quadra fica na Avenida Brasil, número 34320, no bairro da Vila Kennedy.
A escola é apelidada de “A princesinha da Zona Oeste”. Sua bateria é apelidada de "Ritmo Fascinante", e seu padroeiro é São Sebastião.

## História
A agremiação habitualmente se apresentava como bloco carnavalesco desde 1968, obtendo boas classificações. Em 1989, inscreveu-se na AESCRJ para disputar o grupo de acesso.
Conhecida como A princesinha da Zona Oeste, a escola usa as cores vermelho e branco, tendo como símbolo a Estátua da Liberdade. Seu único título é o de campeã do Grupo de Acesso C, em 2000, com o enredo Criança Brasil: um sonho, uma esperança, do carnavalesco, Edson Siqueira, Campeã com todos os 205 pontos ganhos possíveis (200 dos 10 quesitos mais 5 pontos de bonificação pela concentração).
Em 2009, com o novo presidente, apresentou o enredo Dos Cucumbis à pequena África ao esplendor do Ziriguidum, através do qual conseguiu a promoção para o quarto grupo, ao conseguir totalizar 159,3 pontos.

No ano seguinte, abordou numa temática histórica, a importância da borracha para a economia do Brasil, o enriquecimento e o desenvolvimento urbanístico de Manaus, além de todos os ciclos que levaram a esses acontecimentos, fazendo por fim uma homenagem a Chico Mendes e sua luta pela preservação da floresta. Com tal enredo, a escola obteve a terceira colocação no grupo RJ-2.

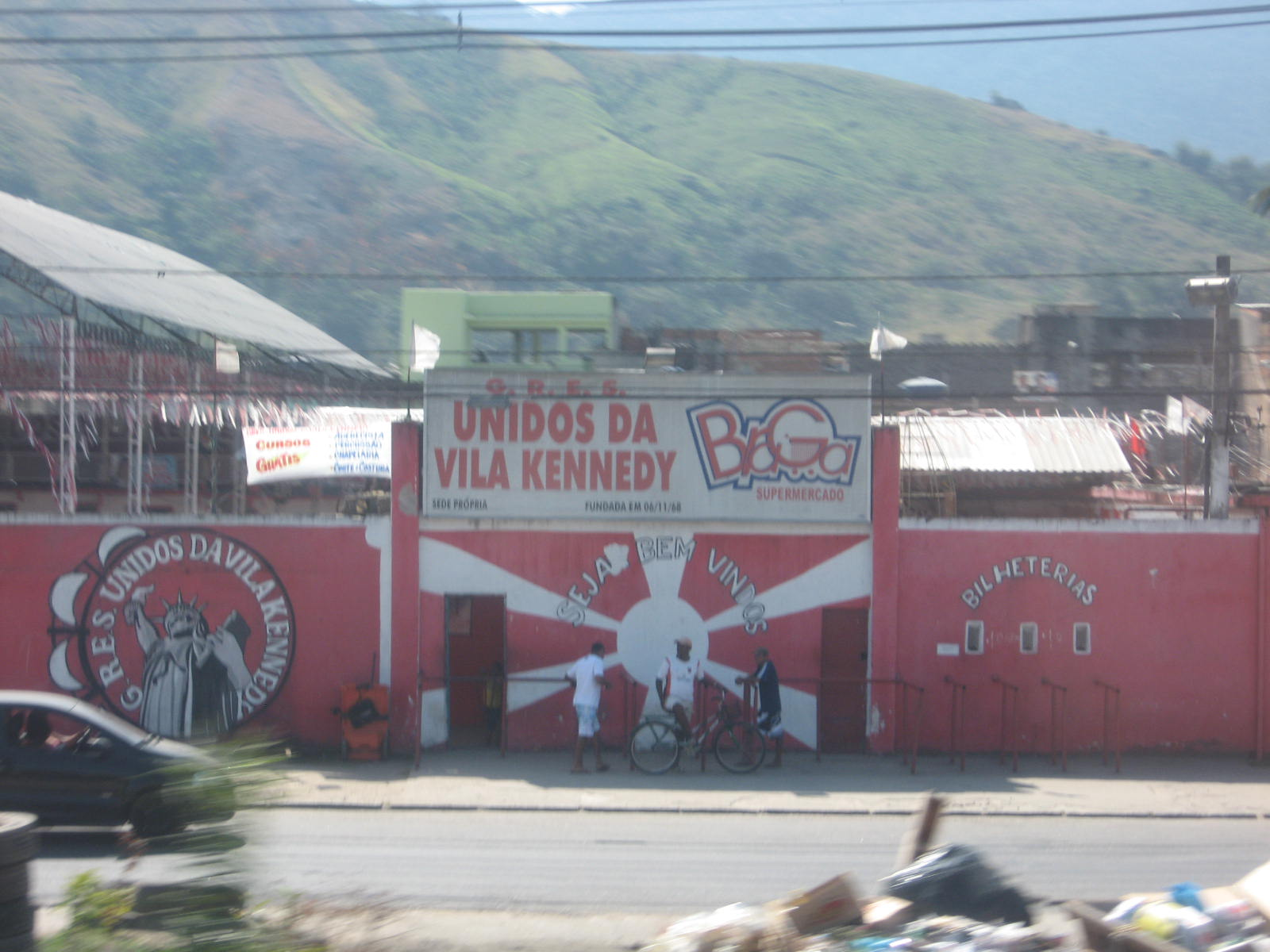
Fachada da quadra da escola, em imagem de 2010.

Para 2012, escolheu um enredo sobre os mistérios e lendas do arco-íris, que foi idealizado pela Comissão de Carnaval. À frente da bateria desfilou um trio de rainhas formado por Flávia Lopes, Roberta Princesinha e Nanda Coelho. Foi apontada como um das favoritas para vencer o grupo C, no entanto, terminou apenas na 3º colocação. No ano seguinte, a escola optou pelo carnavalesco Wenderson Silva.
Para 2014, a escola apostou em um novo talento: o estreante Carnavalesco Luiz Antônio de Almeida, que vem defendeu seu enredo  "Sob a Luz de Tupã, o Raiar da Criação".

## Segmentos

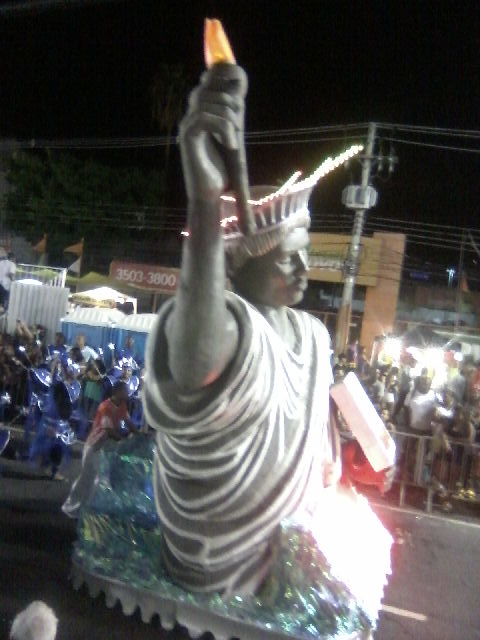
A Estátua da Liberdade, símbolo da escola, como carro abre-alas do desfile de 2014.

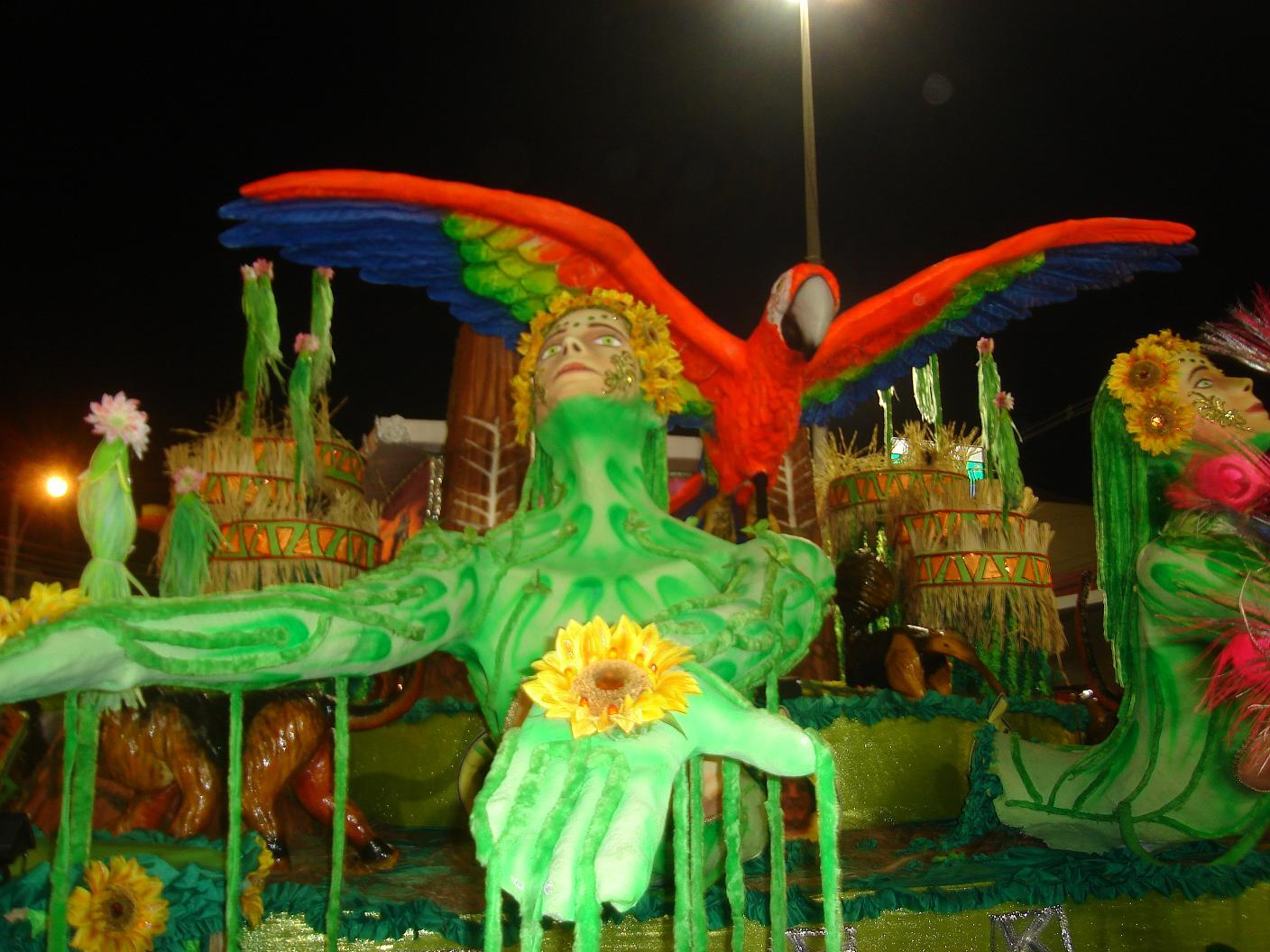
Alegoria da escola no desfile de 2010.

### Presidência
| Presidente                  | Período         | Referência |
| --------------------------- | --------------- | ---------- |
| Clebier Ferreira Tarouquela | 1991 - 2003     | [ 6 ]      |
| Jorge Pereira               | 2004 - 2005     | [ 6 ]      |
| Cleber Telles Macedo        | 2006 - 2010     | [ 6 ]      |
| Manoel Ferreira da Silva    | 2011 - 2013     | [ 6 ]      |
| Eraldo Theodoro             | 2014 - 2017     | [ 7 ]      |
| Zulu Pessanha               | 2017-atualidade |            |
| Dejair                      | 2019            |            |
| Alessandro Gomes            | 2020            | [ 3 ]      |
| Paulinho Coelho             | 2021            |            |

### Intérpretes
| Carnavais | Intérprete oficial                   | Ref.          |
| --------- | ------------------------------------ | ------------- |
| 2000-2001 | Marinho Nogueira e Alex              | [ 8 ]         |
| 2002      | Pinheirão e Toinho da Chatuba        | [ 9 ]         |
| 2003      | Igor Vianna                          |               |
| 2004      | Jovaci, Pinheirão, Toinho da Chatuba |               |
| 2005-2006 | Jovaci                               | [ 10 ]        |
| 2007      | Jovaci e Pinheirão                   | [ 11 ]        |
| 2010-2014 | Pinheirão                            | [ 12 ] [ 13 ] |
| 2015      | Maguinho Souza e Thiago Acácio       | [ 14 ]        |
| 2016      | Maguinho Souza                       |               |
| 2017      | Thiago Acácio                        |               |
| 2018      | Sandro Motta                         |               |
| 2019      | Flavinho Bento                       |               |
| 2020      | Igor Vianna                          | [ 3 ]         |
| 2022      | Igor Viana e Maguinho VNB            |               |

### Comissão de Frente

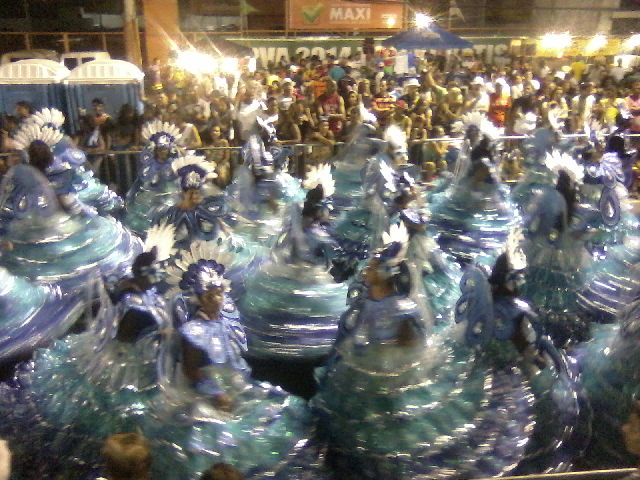
Ala das baianas no desfile de 2014.

| Coreógrafo(a)          | Período     | Referência    |
| ---------------------- | ----------- | ------------- |
| Adriano e Claudia Vick | 2007        | [ 11 ]        |
| Sabrina                | 2011        | [ 15 ]        |
| Leidiane Paes          | 2014 - 2015 | [ 13 ] [ 14 ] |
| Igor Almeida           | 2016        | [ 16 ] [ 17 ] |
| Leonardo Oliveira      | 2017        |               |
| Diego Dantas           | 2020-2022   | [ 3 ]         |

### Mestres de Bateria
| Diretores de bateria     | Período     | Referência           |
| ------------------------ | ----------- | -------------------- |
| Mestre Jonas             | 2003        | [ 9 ]                |
| Mestre Rodrigo           | 2004        | [ 10 ]               |
| Mestre Wagner ("Lindão") | 2007 - 2009 | [ 11 ] [ 18 ] [ 19 ] |
| Mestre Léo               | 2010        | [ 12 ]               |
| Mestre Wagner ("Lindão") | 2011        | [ 15 ]               |
| Mestre João              | 2012 - 2013 | [ 20 ] [ 21 ]        |
| Mestre Salgueirinho      | 2014        | [ 13 ]               |
| Mestres Nebim e Beto     | 2015        | [ 22 ]               |
| Mestre Beto Peçanha      | 2016        | [ 2 ]                |
| Mestre Pedoca            | 2017        | [ 2 ]                |
| Mestre Jonas             | 2020        | [ 3 ]                |
| Comissão de Bateria      | 2022        |                      |

### Rainhas de Bateria
| Rainha de bateria                                | Período          | Referência |
| ------------------------------------------------ | ---------------- | ---------- |
| Yani de Simone                                   | 2010 – 2011      | [ 23 ]     |
| Flávia Lopes, Roberta Princesinha e Nanda Coelho | 2012             | [ 24 ]     |
| Juliana Clara                                    | 2013 – 2014      | [ 25 ]     |
| Lidiane                                          | 2015             | [ 22 ]     |
| Sindy Lotus                                      | 2016 - 2017-2018 |            |
| Gabriela Freduzeski                              | 2020 - 2022      | [ 3 ]      |

### Direção de Carnaval
| Diretores de carnaval         | Período     | Referência    |
| ----------------------------- | ----------- | ------------- |
| Maria Conceição e Zé Tristeza | 2004 - 2006 | [ 10 ] [ 26 ] |
| Maria de Nazareth             | 2007        | [ 11 ]        |
| Iolanda de Oliveira           | 2008        | [ 18 ]        |
| Maria de Nazaré               | 2009 - 2010 | [ 19 ]        |
| Walmir Geremias               | 2011 - 2014 | [ 13 ] [ 15 ] |
| Fábio Henriques               | 2015 - 2016 | [ 22 ]        |
| Paulinho Coelho               | 2017        |               |
| André Baiacu                  | 2018        |               |
| Bruno Diniz e Paulinho Coelho | 2020        | [ 3 ]         |
| Paulo Henrique Cabral e Edson |             |               |

#### Harmonia
| Diretores de harmonia         | Período     | Referência    |
| ----------------------------- | ----------- | ------------- |
| Romildo Silva                 | 2007 - 2008 | [ 11 ] [ 18 ] |
| Noronha                       | 2009 - 2010 | [ 12 ] [ 19 ] |
| Fininho                       | 2011        | [ 15 ]        |
| José Calos Montenegro         | 2012 - 2013 | [ 20 ] [ 21 ] |
| Joelson Estevão               | 2014        | [ 13 ]        |
| Lincoln Severino              | 2015        | [ 7 ] [ 22 ]  |
| Wellington Silva              | 2016 - 2017 |               |
| Lincoln Severino              | 2018        |               |
| Tarzan                        | 2020        | [ 3 ]         |
| Paulo Henrique Cabral e Edson |             |               |

## Carnavais
| Carnavais do GRES Unidos da Vila Kennedy                                                                              | Carnavais do GRES Unidos da Vila Kennedy                                                                              | Carnavais do GRES Unidos da Vila Kennedy                                                                              | Carnavais do GRES Unidos da Vila Kennedy | Carnavais do GRES Unidos da Vila Kennedy                                                                              | Carnavais do GRES Unidos da Vila Kennedy | Carnavais do GRES Unidos da Vila Kennedy |
| Ano | Colocação | Divisão | Enredo | Carnavalesco | Ref.                                     |                                          |
| --- | --- | --- | --- | --- | ---------------------------------------- | ---------------------------------------- |
| 1989 | 8.º Lugar | Grupo de Avaliação (quinta divisão)                                                                                   | "Vila que te quero Vila" Compositores: Gilmar e Flavinho | Fernando Lamour | [ 27 ]                                   |                                          |
| 1990 | Vice-campeã | Grupo de Avaliação (quinta divisão)                                                                                   | "Rua da Carioca" Compositores: Zé Maria e Hamilton | Edson Siqueira | [ 28 ]                                   |                                          |
| 1991 | Vice-campeã | Grupo C (quarta divisão)                                                                                              | "A corte de Maurício de Nassau" Compositores: Espigão, Jacaré, Henrique, Tanes, Toninho, Buda, Enxuto e Guimarães | Edson Siqueira | [ 29 ]                                   |                                          |
| 1992 | 11.º Lugar (Rebaixada)                                                                                                | Grupo B (terceira divisão)                                                                                            | "Divindade dos Deuses" Compositores: Zé Maria, Diógenes e Zinho | José Félix, Braulino Gomes e Mestre Saul                                                                              | [ 30 ]                                   |                                          |
| 1993 | 9.º Lugar | Grupo C (quarta divisão)                                                                                              | "Feitiço da Vila, rumo à Terra Prometida" Compositores: Broto, Adão Buda, Diógenes e Pacheco | Leandro e Renato | [ 31 ]                                   |                                          |
| 1994 | 10.º Lugar | Grupo C (quarta divisão)                                                                                              | "No reino encantado da folia caipira" Compositores: Broto, Adão Buda, Diógenes e Pacheco | Edson Siqueira | [ 32 ] [ 33 ]                            |                                          |
| 1995 | 4.º Lugar | Grupo B (terceira divisão)                                                                                            | "História e herança de uma raça" Compositores: Romeu, Eraldo, Aluisio e Jorge Faisca | Edson Siqueira | [ 34 ]                                   |                                          |
| 1996 | 6.º Lugar | Grupo C (quarta divisão)                                                                                              | "Jorginho do Império, um condor guerreiro" Compositores: Broto, Adão Buda, Chiquinho e Pacheco | Edson Siqueira | [ 35 ]                                   |                                          |
| 1997 | 3.º Lugar | Grupo C (quarta divisão)                                                                                              | "Cabral descobriu o Brasil... Alguém viu?" Compositores: Jorge Pintoso, Eraldo, Zinho e Lúcia Guirra | Edson Siqueira | [ 36 ]                                   |                                          |
| 1998 | 10.º Lugar | Grupo C (quarta divisão)                                                                                              | "A Vila Kennedy é fogo" Compositores: Adão Buda, Pacheco, Roberto Neves e Broto | Edson Siqueira | [ 37 ]                                   |                                          |
| 1999 | 9.º Lugar | Grupo C (quarta divisão)                                                                                              | "Mangueira, epopéia do samba" Compositores: Adão Buda, Broto, Roberto Neves e Babinha | Edson Siqueira | [ 38 ]                                   |                                          |
| 2000 | Campeã | Grupo C (quarta divisão)                                                                                              | "Criança Brasil: um sonho, uma esperança... Compositores: Pereira, Cabeça, Anibal, Lauro da Globo e Mário" | Edson Siqueira | [ 8 ]                                    |                                          |
| 2001 | 11.º Lugar (Rebaixada)                                                                                                | Grupo B (terceira divisão)                                                                                            | "Paraíba - O portal das Américas" Compositores: Federal, De Paula, Carlos Gaby, Pixinguinha e Lauro da Globo | Edson Siqueira | [ 39 ]                                   |                                          |
| 2002 | 9.º Lugar | Grupo C (quarta divisão)                                                                                              | "Sou negra, sou raça, sou Brasil, sou Zezé Motta" | Nelson Costa | [ 40 ]                                   |                                          |
| 2003 | 9.º Lugar | Grupo C (quarta divisão)                                                                                              | "Num mundo de informática, a Vila Kennedy processa os dados da folia" Compositores: Dão, Lauro da Globo, Carlos Gaby, D’ Paula e Chupeta | Renato Bandeira | [ 9 ]                                    |                                          |
| 2004 | 10.º Lugar (Rebaixada)                                                                                                | Grupo C (quarta divisão)                                                                                              | "Que rei sou eu?" Compositores: Jovaci, Sérgio Pinho e Toinho da Chatuba | Renato Cabral | [ 10 ]                                   |                                          |
| 2005 | 9.º Lugar | Grupo D (quinta divisão)                                                                                              | "A Vila exalta Volta Redonda. Um sonho feito de aço e ousadia" Compositores: Carlinho Pará, Léo, Espigão, Vadinho, Ninil, Paulinho da Paz e Katanga | Nelson Costa | [ 26 ]                                   |                                          |
| 2006 | 7.º Lugar | Grupo D (quinta divisão)                                                                                              | "Da corte real ao Pan. O Rio é rei" | Nelson Costa | [ 41 ]                                   |                                          |
| 2007 | 5.º Lugar | Grupo D (quinta divisão)                                                                                              | "Companhia Docas, o Caís do Porto através dos tempos" Compositores: Lula, Chupeta, Marcio Andrade, Ricardo e Gustavo | José Maia | [ 11 ]                                   |                                          |
| 2008 | 5.º Lugar | Grupo D (quinta divisão)                                                                                              | "A corte de Uiara, deusa das águas, vem avisar que o ouro azul pode acabar" Compositores: Sergio Pinho, Dão, D'Paula, Toinho da Chatuba, Ademar Andrade e Jorginho Cascadura                                                                                  | Fernando Lamour | [ 18 ]                                   |                                          |
| 2009 | 3.º Lugar | Grupo RJ-3 (quinta divisão)                                                                                           | "Dos Cucumbis à pequena África ao esplendor do Ziriguidum" Compositores: Ricardo Rocha, Tião do Prato e Bira da Rede | Fernando Lamour | [ 19 ]                                   |                                          |
| 2010 | 3.º Lugar | Grupo RJ-2 (quarta divisão)                                                                                           | "Dos ciclos da borracha, às rodas da vida, a Vila Kennedy te convida" Compositores: De Paula, Ademar de Andrade, Zinho, Federal e Eraldo | Cláudio Fontes | [ 12 ]                                   |                                          |
| 2011 | 10.º Lugar | Grupo C (quarta divisão)                                                                                              | "Itaguaí: A cidade do Porto" Compositores: Arlindo, Jailton Russo, Claudinho Russo, Robertinho e Ivo da Pracinha | Cláudio Fontes | [ 15 ]                                   |                                          |
| 2012 | 3.º Lugar | Grupo C (quarta divisão)                                                                                              | "Vila Kennedy conta e canta os mistérios e lendas do arco-íris" Compositores: Ricardo Rocha, Chocolate e Gustavo | Josimar Vieira | [ 4 ] [ 20 ]                             |                                          |
| 2013 | 7.º Lugar | Grupo B (terceira divisão)                                                                                            | "Brincadeiras de criança" Compositores: Ademar Andrade, Aguinaldo, Beto Mesquita, de Paula e Tiquinho | Wenderson Silva | [ 21 ]                                   |                                          |
| 2014 | 12.º Lugar | Grupo B (terceira divisão)                                                                                            | "Sob a luz de Tupã, o raiar da criação" Compositores: De Paula, Ademar de Andrade, Tiquinho, Agnaldo e Paixão | Luiz Antônio de Almeida                                                                                               | [ 13 ] [ 42 ] [ 43 ]                     |                                          |
| 2015 | 17.º Lugar (Rebaixada)                                                                                                | Série B | "Sassaricando por aí, a vedete escolheu seu paraíso: Piraí" Compositores: Zé Glória, André Baiacu, Igor Vianna, Thiago Meiners, J.Giovanni, Badeco, Gugu, Leozinho Nunes, Victor Alves e Rafael Tubino                                                        | Edson Siqueira | [ 14 ]                                   |                                          |
| 2016 | 8.º Lugar | Série C (quarta divisão)                                                                                              | "A Vila Kennedy na feira dessa gente festeira, afinal são 70 anos de tradições nordestinas!" Compositores: Jorginho Medeiros, Flavinho Ribeiro, Rodrigo Medeiros, J. Ricardo, Pestana, Vavá, Tunicão, Adalberto, Carlinhos da Chácara, Miolo e Flavinho Bento | Cláudio Fontes | [ 17 ]                                   |                                          |
| 2017 | 10.º Lugar | Série C (quarta divisão)                                                                                              | A Vila Kennedy canta Ilú Ayê ao Brasil da liberdade Compositores: Arlindo Cruz, Zé Glória, Andre Baiacu, Doutora Daniele, Beto Peçanha, Gugu, Índia Guerreira, Pixulé, Victor Alves e Thiago Meiners                                                          | Claúdio Fontes | [ 44 ]                                   |                                          |
| 2018 | 7.º Lugar | Série C (quarta divisão)                                                                                              | Eita Boi Danado! Compositores: Lequinho da Mangueira, Junior Fionda, Andre Baiacu, Chocolate, Fabiano Alcântara e Rodrigo Coelho | Adriano Soares | [ 45 ]                                   |                                          |
| 2019 | 12.º Lugar | Série C (quarta divisão)                                                                                              | A evolução não para! Vamos comunicar! | Silvyo Cunha | [ 46 ]                                   |                                          |
| 2020 | 11.º Lugar | Especial da Intendente (terceira divisão)                                                                             | Castor de Andrade um Rei à Bangu Compositores:Rodrigo Medeiros, Gílson Rangel, Adalberto, Bruno Serrinho, Guto Listo, Fábio Braga, Gilberto Monteiro e David Bateria. Participação Especial: Raphael Listo                                                    | Silvyo Cunha | [ 3 ] [ 47 ]                             |                                          |
| Inicialmente adiados para o mês de julho, os desfiles do Carnaval 2021 foram cancelados devido a pandemia de Covid-19 | Inicialmente adiados para o mês de julho, os desfiles do Carnaval 2021 foram cancelados devido a pandemia de Covid-19 | Inicialmente adiados para o mês de julho, os desfiles do Carnaval 2021 foram cancelados devido a pandemia de Covid-19 | Inicialmente adiados para o mês de julho, os desfiles do Carnaval 2021 foram cancelados devido a pandemia de Covid-19 | Inicialmente adiados para o mês de julho, os desfiles do Carnaval 2021 foram cancelados devido a pandemia de Covid-19 | [ 48 ]                                   |                                          |
| 2022 | 14.º Lugar | Série Prata (Sábado) (terceira divisão)                                                                               | I Have a Dream... e os sonhos de Liberdade! Compositores: Flavinho Bento, De Paula, Jailton Russo, Julio Cillio, Aguinaldo Medina, Adalberto Lobo, Gilson Rangel, Flavinho Ribeiro, Yago Rodrigo.                                                             | Fabio Henriques | [ 49 ]                                   |                                          |
| 2023 | 10.º Lugar (Rebaixada)                                                                                                | Série Bronze (Segunda-feira) (quarta divisão)                                                                         | Que Rei sou Eu? Que Rei é você? Na Terra da Folia, quem manda é a Alegria Compositores: Jailton Russo, Flavinho Bento, De Paula, Claudinho Russo, Maguinho VemNoBatuke, Roger Corrêa, Paulinho da Paz e Aguinaldo Medina                                      | Josimar Vieira (Mazinho)                                                                                              | [ 50 ]                                   |                                          |
| 2024 | Campeã | Grupo de Avaliação (quinta divisão)                                                                                   | Criança Brasil: um sonho, uma esperança... (Reedição de 2000) Compositores: Pereira, Cabeça, Anibal, Lauro da Globo e Mário | Lucas Lopes | [ 51 ]                                   |                                          |
| 2025 | 3.º Lugar | Série Bronze (Sábado) (quarta divisão)                                                                                | Toni Garrido - O Nosso Orfeu Negro | Lucas Lopes |                                          |                                          |

## Títulos
| Títulos do GRES Unidos da Vila Kennedy | Títulos do GRES Unidos da Vila Kennedy | Títulos do GRES Unidos da Vila Kennedy | Títulos do GRES Unidos da Vila Kennedy |
| -------------------------------------- | -------------------------------------- | -------------------------------------- | -------------------------------------- |
| Divisão                                | Divisão                                | Títulos                                | Carnavais                              |
|                                        | Quarta Divisão                         | 1                                      | 2000                                   |
|                                        | Quinta Divisão                         | 1                                      | 2024                                   |

## Premiações
Prêmios recebidos pelo GRES Unidos da Vila Kennedy.
| Ano  | Prêmio              | Categoria / premiados | Divisão    | Ref.          |
| ---- | ------------------- | --- | ---------- | ------------- |
| 2001 | S@mba-Net           | Bateria (Mestre Jonas) | Grupo B    | [ 52 ]        |
| 2005 | Troféu Jorge Lafond | Velha guarda | Grupo D    | [ 53 ]        |
| 2006 | Troféu Jorge Lafond | Casal de Mestre-sala e Porta-bandeira                                                                                             | Grupo D    | [ 54 ]        |
| 2006 | Troféu Jorge Lafond | Harmonia | Grupo D    | [ 54 ]        |
| 2007 | Troféu Jorge Lafond | Destaque | Grupo D    | [ 55 ]        |
| 2008 | Troféu Jorge Lafond | Casal de Mestre-sala e Porta-bandeira (Deivid e Mayara)                                                                           | Grupo D    | [ 56 ]        |
| 2009 | Troféu Jorge Lafond | Premiação especial | Grupo RJ-3 | [ 57 ] [ 58 ] |
| 2012 | S@mba-Net           | Samba-enredo ("Vila Kennedy conta e canta os mistérios e lendas do arco–íris" - Compositores: Ricardo Rocha, Chocolate e Gustavo) | Grupo C    | [ 59 ]        |
| 2012 | Plumas & Paetês     | Carnavalesco (Josimar Vieira) | Grupo C    | [ 60 ]        |
| 2012 | Plumas & Paetês     | Historiador / pesquisador (Diego Jesus, Cristiano Chulyd e Erica Patrícia)                                                        | Grupo C    | [ 60 ]        |